# 圣玛丽昂绍
圣玛丽昂绍（法語：Sainte-Marie-en-Chaux，法語發音：[sɛ̃t maʁi ɑ̃ ʃo]）是法国上索恩省的一个市镇，属于吕尔区。

## 地理
圣玛丽昂绍（47°47'22"N, 6°18'45"E）面积2.43 平方千米，位于法国勃艮第-弗朗什-孔泰大區上索恩省，该省份为法国东部内陆省份，北起顺时针与孚日省、贝尔福地区省、杜省、汝拉省、科多尔省和上马恩省接壤。
与圣玛丽昂绍接壤的市镇（或旧市镇、城区）包括：弗朗卡尔蒙、阿贝尔库尔、布勒什、奥尔穆瓦什。

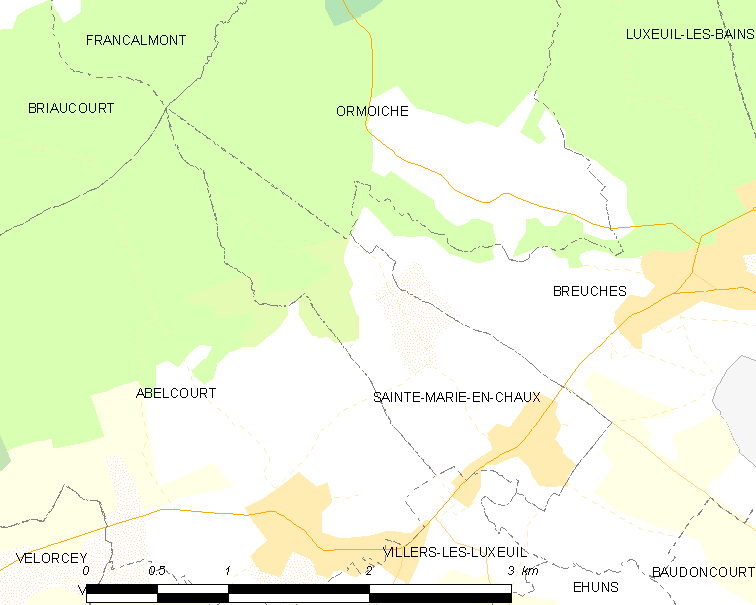
圣玛丽昂绍的OSM定位图

圣玛丽昂绍的时区为UTC+01:00、UTC+02:00（夏令时）。

## 行政
圣玛丽昂绍的邮政编码为70300，INSEE市镇编码为70470。

## 政治
圣玛丽昂绍所属的省级选区为瑟穆斯河畔圣卢县。

## 人口

1962-2008年间圣玛丽昂绍人口变化图示

圣玛丽昂绍于2022年1月1日时的人口数量为161人。